# Rue Athénas
Pour les articles homonymes, voir Athénas.
La rue Athénas est une voie de Nantes, en France.

## Situation et accès
Située dans le centre-ville de Nantes, la rue Athénas, qui relie la rue Voltaire à la place de la Monnaie en longeant le muséum d'histoire naturelle, est rectiligne, bitumée, et ouverte à la circulation automobile.

## Origine du nom
Elle rend hommage à Pierre-Louis Athénas (1752-1829), savant et homme politique nantais. 

## Historique
La voie est dénommée « rue Athénas » depuis 1837. En 2016, les plaques de la rue, qui indiquaient « rue Athénas » ont été modifiées pour porter l'inscription : « rue Pierre-Louis Athénas, physicien, archéologue et Directeur de la Monnaie 1752-1829 ».